# راندي مارش (حكم كرة قاعدة)
راندي مارش (بالإنجليزية: Randy Marsh)‏ هو حكم كرة قاعدة ‏ أمريكي، ولد في 8 أبريل 1949 في كوفينغتون في الولايات المتحدة.